# Petar Fileš
Petar Fileš (Zagreb, 26. srpnja 1997.), hrvatski mačevalac, najbolji junior svijeta za 2016. godinu. Višestruki prvak Hrvatske u floretu.

## Životopis
Rođen je u Zagrebu 26. srpnja 1997. godine. Karijeru je započeo u Mačevalačkom klubu »Rapir«, za koji se natjecao punih 13 godina, prije prelaska u Mačevalački klub »Dubrava« krajem 2017. godine.
Sezone 2011./2012. postaje stalnim članom hrvatske nacionalne mačevalačke momčadi. Početkom 2017., kao najbolji junior svijeta za prethodnu godinu zasjeo na prvo mjesto rang-ljestvice Međunarodne mačevalačke federacije (FIE-e), na 25. obljetnicu Hrvatskog mačevalačkog saveza.
U prvom kolu SP u Leipzigu 2017. pobijedio u 4 od 5 borbi, a na kraju je zauzeo 48. mjesto. Mjesec dana prije, na EP u Tbilisiju zauzeo je 50. mjesto.
Bori se desnom rukom. Sestra Martina Fileš je atletičarka i državna dvoranska rekorderka u skoku s motkom (4,01 m).

## Postignuća
- XXXII. Memorijal Vladimira Mažuranića[8]
- Srebrno odličje na Svjetskom kupu u Bangkoku 2016.[9]
- Četiri zlatna odličja na Prvenstvu Hrvatske 2017.[10]